# Baindt
Baindt település Németországban, azon belül Baden-Württembergben. Lakosainak száma 5380 fő (2023. december 31.). Baindt Bad Waldsee, Baienfurt, Wolpertswende, Bergatreute és Fronreute községekkel határos.

## Népesség
| Lakosok száma | 3244 | 5209 | 5223 | 5308 | 5428 | 5380 |
|               | 1975 | 2017 | 2019 | 2021 | 2022 | 2023 |